# Thuiaria triserialis
Thuiaria triserialis is een hydroïdpoliep uit de familie Sertulariidae. De poliep komt uit het geslacht Thuiaria. Thuiaria triserialis werd in 1878 voor het eerst wetenschappelijk beschreven door Merezhkovskii. 